# 小嶋屋総本店
小嶋屋総本店（こじまやそうほんてん）は、新潟県十日町市に本社を置く、日本で初めてへぎそばを考案したそば店である。
新潟県内に8店舗を有し、十日町市に本社を置く株式会社小嶋屋（創業1955年・6店舗）と、長岡市に本社を置く株式会社長岡小嶋屋（創業1965年・6店舗）は、小嶋屋総本店2代目の兄弟が分店を出し、その後独立した別会社である。

## 沿革
- 1922年（大正11年） - 初代小林重太郎が中魚沼郡千手町村中屋敷木島町で日本蕎麦専門店として「小嶋屋」を開業。
- 1946年（昭和21年）11月 - 2代目小林申一が復員後小嶋屋に従事した。
- 1953年（昭和28年）4月 - 十日町市高田町・十日町市四日町に蕎麦取り次ぎ所を開設した。
- 1971年（昭和46年）
  - 3月 - 乾麺製造の販売を開始。
  - 11月 - 有限会社小嶋屋本店を設立。資本金500万円、代表取締役に小林申一が就任。
- 1974年（昭和49年）12月 - 資本金を1,000万円に増資、本社所在地に本社店舗を新築。
- 1976年（昭和51年）4月 - 小林重則が専務取締役に就任。
- 1981年（昭和56年）3月 - 柏崎市駅前に柏崎店を開設
- 1987年（昭和62年）11月 - 石臼3台を増築し、乾麺及び生麺の製造工場を新築。
- 1988年（昭和63年）4月 - 株式会社小嶋屋総本店に商号を変更する。
- 1992年（平成4年）1月 - 資本金2,000万円で株式会社越後小嶋屋を設立し亀田店を出店。
- 1993年（平成5年）4月 - 小林重則が代表取締役社長に就任。
- 1995年（平成7年）7月 -  株式会社越後小嶋屋の2店目として県央店（県央サティ隣接）を出店。
- 1996年（平成8年）
  - 10月 - 越後小嶋屋を小嶋屋総本店に一本化する。
  - 12月 - 第二工場増設・乾麺製造、包装ラインを一新する。
- 1997年（平成9年）4月 - 新潟に小針店を出店。
- 1999年（平成11年）7月 - 柏崎市にうまいもの屋一翔1号店を開店。
- 2001年（平成13年）11月 - 一翔女池店を出店。
- 2002年（平成14年）11月 - 小嶋屋長岡喜多町店を出店。
- 2005年（平成17年）
  - 6月 - 総本店を新築移転。
  - 10月 - 小嶋屋松崎店を出店。

## 店舗
- 小嶋屋総本店（146席）
  - 十日町市中屋敷758-1
- 小嶋屋総本店 亀田インター店（106席）
  - 新潟市中央区南長潟9番12号
- 小嶋屋総本店 小針店（90席）
  - 新潟市西区小針3丁目1番地1
- 小嶋屋総本店 松崎店（84席）
  - 新潟市東区新松崎2丁目3番16
- 小嶋屋総本店 燕三条店（90席）
  - 燕市井土巻3丁目65番地（イオン県央店隣）
- 小嶋屋総本店 長岡喜多町店（106席）
- 小嶋屋総本店 新津店（94席）
  - 長岡市喜多町749
- 一翔 女池インター店（95席）（そば居酒屋）
  - 新潟市中央区鳥屋野307-5
- 一翔 柏崎店（95席）
  - 柏崎市岩上字由十刈238